# Shayetet 13
Shayetet 13 (tiếng Hebrew: שייטת 13, nghĩa là Hải đội 13) là đơn vị biệt kích hải quân ưu tú của Hải quân Israel, được xem là một trong những đơn vị Sayeret chủ chốt ưu tú nhất của Các lực lượng Phòng vệ Israel. Shayetet 13 chuyên xâm nhập biển-đối-đất, phá hoại, chống khủng bố, thu thập tin tình báo trên biển, giải cứu con tin trên biển và đổ bộ. Đơn vị đã tham gia hầu hết các cuộc chiến lớn của Israel. Họ hoạt động rất bí mật. Thông tin chi tiết về nhiều chiến dịch và mật vụ đang hoạt động đều được giữ tối mật.
Dù có người khen Shayetet 13 là một trong những lực lượng đặc công thủy giỏi nhất Trung Đông nhưng đơn vị cũng phải đối mặt chỉ trích cũng như thiếu hụt kinh nghiệm so với biệt kích hải quân Mỹ và châu Âu.